# Fritz Darges

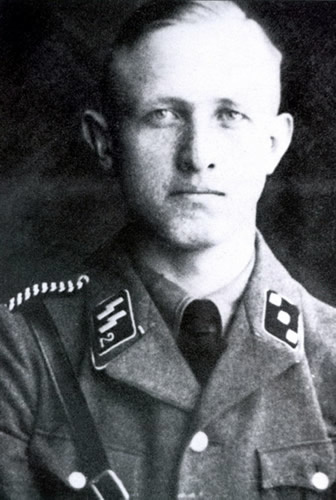
Fritz Darges

Fritz Darges (Dülseberg, Altmark, Alemania; 8 de febrero de 1913 - Celle, Baja Sajonia; 25 de octubre de 2009) fue un militar alemán (Obersturmbannführer) condecorado con la Cruz de Caballero de la Cruz de Hierro de las Waffen SS perteneciente a la 5.ª División Panzergrenadier SS Wiking. 
Fue edecán de las SS de Adolf Hitler por un corto periodo entre 1943 y 1944 durante la Segunda Guerra Mundial.

## Biografía
Fritz Darges nació en Dülseberg, Alemania en 1913. Terminada su educación básica, se formó como técnico en comercio exterior; por un tiempo estuvo desempleado y se unió el 1 de abril de 1933, a los 20 años, a las SS con el n.º 72.222 siendo admitido en las Waffen SS para hacer carrera.

## Carrera en las SS
En 1934 realizó el curso de formación de oficiales en Junkerschule de las SS en Bad Tölz egresando como Untersturmführer (subteniente) en 1935.
En 1936, se le ascendió a Obersturmführer y pasó a ser ayudante personal del Reichsleiter Martin Bormann hasta el inicio de la Segunda Guerra Mundial. 
En octubre de 1939 fue ascendido a Hauptsturmführer y comandó compañías en las divisiones Das Fúhrer SS y Deutschland SS en la campaña de Francia.
En el inicio de la Operación Barbarroja en junio de 1941, Darges fue adjuntado a la 5.ª División Panzergrenadier SS Wiking y luchó en la Ofensiva del Don en el Cáucaso obteniendo méritos suficientes para recibir la Cruz de Hierro de Primera Clase en agosto de 1942.

## Edecán de Hitler
En enero de 1943 [cita requerida] fue llamado a Berlín, ascendido a Obersturmbannführer y nombrado por Himmler como edecán de las SS de Hitler.
En mayo de ese año, Hitler le propuso en secreto ligar en matrimonio por conveniencia con su cuñada Gretl Braun en Obersalzberg, Darges rechazó la solicitud aduciendo que prefería retornar al Frente Oriental que casarse con la hermana de Eva Braun, situación que probablemente lo hizo quedar en mal pie con el Führer.
El 18 de julio de 1944, Darges además cometió la imprudencia de hacer comentarios desdeñosos en una conferencia en Wolfsschanze en julio de ese año a tan solo dos días antes del Putsch de Stauffenberg, Hitler irritado, le destituyó y lo envió de vuelta al frente ruso retornando a la División Wiking. Fue reemplazado ipso facto por Hermann Fegelein quien sí ya había aceptado el arreglo pasando a formar parte del círculo personal de Hitler.
De retorno al frente ruso, Darges comandó un regimiento de tanques de la División Wiking destacándose como un hábil líder del 5º Regimiento Panzer en agosto de 1944. En enero de 1945, el 5º regimiento Panzer logró romper el frente combatiendo a la División N.º 41 de infantería soviética embolsando importantes fuerzas de sumnistros y acreditando la destrucción de 30 tanques en una sola batalla en el frente del Vístula.
Darges fue condecorado con una de las últimas Cruces de Caballero.
Fue detenido con miembros de su división por los estadounidenses en mayo de 1945. No hay antecedentes de juicio, sentencia y liberación.

### Vida final
Después de la guerra se pierde el rastro de Darges sabiéndose que se casó y se ganó la vida como concesionario de Opel automóviles en Celle, Baja Sajonia.
En el 2000, ya de avanzada edad, dio una corta entrevista para el documental Hitler Krieg im Osten, en que dejó en claro que era un nazi convencido y que consideraba a Hitler como un gran estratega militar. Darges declaró que dejó unas memorias manuscritas en la que se espera sean publicadas después de su muerte. Darges falleció a los 96 años de edad en Celle, Baja Sajonia.